# Bénesse-Maremne
Bénesse-Maremne [benɛs maʁɛn] est une commune du Sud-Ouest de la France située dans le département des Landes en région Nouvelle-Aquitaine.
Le gentilé est Bénessois ou Bénessoise.

## Géographie

### Localisation
La commune est située dans la région naturelle du Maremne, faisant elle-même partie de la région culturelle et ancienne province de la Gascogne. Elle est située a proximité des stations balnéaires de Capbreton et Hossegor. Traversée par l'ancienne route nationale 10 (devenue RD 810) et la Ligne de Bordeaux-Saint-Jean à Irun, elle se situe sur l'important axe Paris-Bordeaux-Espagne. Elle est également desservie par l'autoroute A63 (E5).
La commune est située au nord-ouest de l'aire naturelle protégée du marais d'Orx.

### Communes limitrophes
Les communes limitrophes sont  Angresse, Capbreton, Labenne, Orx, Saint-Vincent-de-Tyrosse et Saubrigues.
|           | Angresse        |                          |
| Capbreton | Bénesse-Maremne | Saint-Vincent-de-Tyrosse |
| Labenne   | Orx             | Saubrigues               |

### Climat
Pour des articles plus généraux, voir Climat de la Nouvelle-Aquitaine et Climat des Landes.
Historiquement, la commune est dans une zone de transition entre les climats océaniques aquitain et basque.  
En 2020, Météo-France publie une typologie des climats de la France métropolitaine dans laquelle la commune est exposée à un climat océanique et est dans une zone de transition entre les régions climatiques « Littoral charentais et aquitain » et « Aquitaine, Gascogne »0.
Pour la période 1971-2000, la température annuelle moyenne est de 13,6 °C, avec une amplitude thermique annuelle de 13,1 °C. Le cumul annuel moyen de précipitations est de 1 375 mm, avec 13,3 jours de précipitations en janvier et 8,3 jours en juillet. Pour la période 1991-2020, la température moyenne annuelle observée sur la station météorologique la plus proche, située sur la commune de Soorts-Hossegor à 6 km à vol d'oiseau, est de 14,9 °C et le cumul annuel moyen de précipitations est de 1 181,8 mm,. Pour l'avenir, les paramètres climatiques de la commune estimés pour 2050 selon différents scénarios d’émission de gaz à effet de serre sont consultables sur un site dédié publié par Météo-France en novembre 2022.

## Urbanisme

### Typologie
Au 1er janvier 2024, Bénesse-Maremne est catégorisée bourg rural, selon la nouvelle grille communale de densité à sept niveaux définie par l'Insee en 2022.
Elle appartient à l'unité urbaine de Bénesse-Maremne, une unité urbaine monocommunale constituant une ville isolée,. Par ailleurs la commune fait partie de l'aire d'attraction de Bayonne (partie française), dont elle est une commune de la couronne,. Cette aire, qui regroupe 56 communes, est catégorisée dans les aires de 200 000 à moins de 700 000 habitants,.

### Occupation des sols

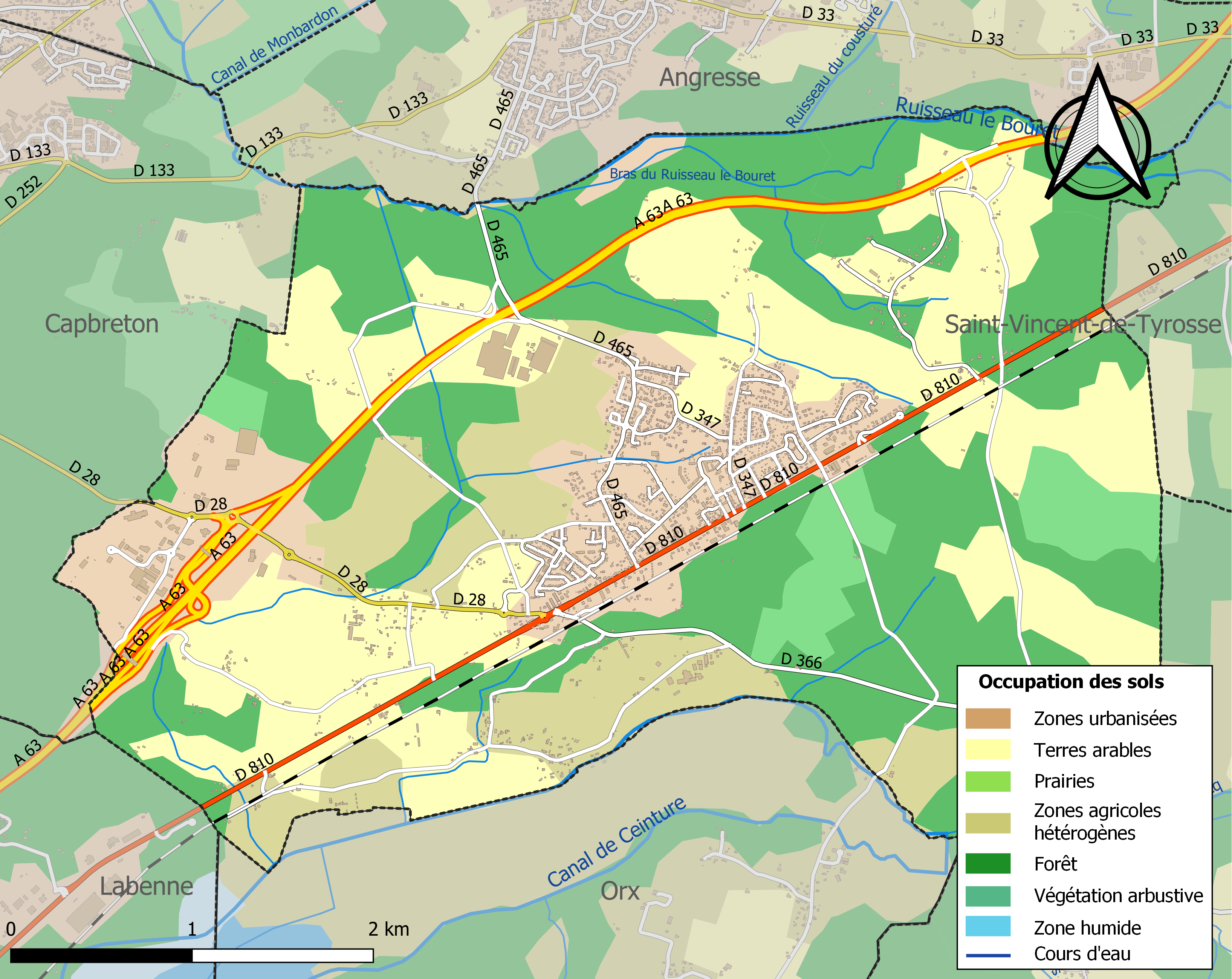
Carte des infrastructures et de l'occupation des sols de la commune en 2018 (CLC).

L'occupation des sols de la commune, telle qu'elle ressort de la base de données européenne d’occupation biophysique des sols Corine Land Cover (CLC), est marquée par l'importance des forêts et milieux semi-naturels (42,7 % en 2018), en diminution par rapport à 1990 (52,3 %). La répartition détaillée en 2018 est la suivante : forêts (36,5 %), terres arables (28,8 %), zones agricoles hétérogènes (13,1 %), zones urbanisées (9,5 %), milieux à végétation arbustive et/ou herbacée (6,2 %), zones industrielles ou commerciales et réseaux de communication (3,5 %), mines, décharges et chantiers (2,4 %). L'évolution de l’occupation des sols de la commune et de ses infrastructures peut être observée sur les différentes représentations cartographiques du territoire : la carte de Cassini (XVIIIe siècle), la carte d'état-major (1820-1866) et les cartes ou photos aériennes de l'IGN pour la période actuelle (1950 à aujourd'hui).

### Lieudits et hameaux
La commune de Bénesse est composée de plusieurs quartiers et lieux-dits : on peut noter le bourg, bâti le long de l'ancienne nationale (Bénesse à proprement parler), le hameau de la Gare, le Houn, le Loun (également appelé l'Aiguillon), Loriot et Péchou. De nombreux autres regroupements de maisons portent divers noms variant selon les cartes.

### Voies de communication et transports

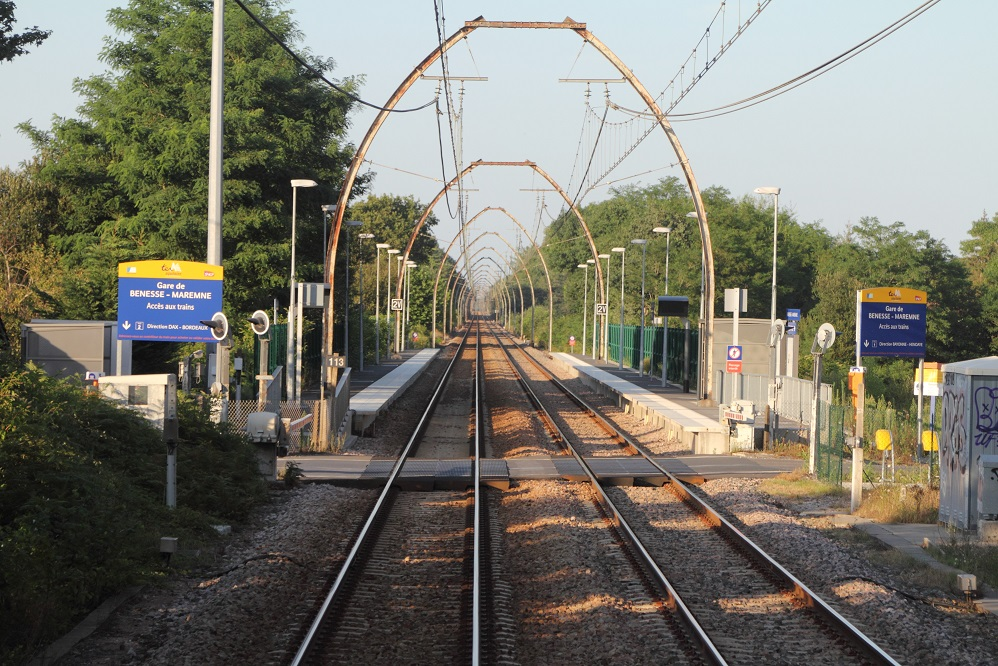
Gare de Bénesse-Maremne.

La gare communale est située sur la ligne ferroviaire de Bordeaux-Saint-Jean à Irun.
La gare est desservie par des trains TER Nouvelle-Aquitaine avec une dizaine d'aller-retours par jour de la relation Hendaye-Bayonne-Dax omnibus, ainsi que par deux aller-retour par jour entre Hendaye et Bordeaux. 
Des bus du réseau Yégo desservent également la commune : la ligne 1B circule toute l'année entre Bénesse et Saint-Vincent-de-Tyrosse, et la ligne E est une navette estivale reliant Bénesse à Capbreton.
Bénesse est également desservie par l'autoroute A63, la sortie 8 étant située sur le territoire communal.

### Risques majeurs
Le territoire de la commune de Bénesse-Maremne est vulnérable à différents aléas naturels : météorologiques (tempête, orage, neige, grand froid, canicule ou sécheresse), feux de forêts, mouvements de terrains et séisme (sismicité modérée). Il est également exposé à un risque technologique,  le transport de matières dangereuses. Un site publié par le BRGM permet d'évaluer simplement et rapidement les risques d'un bien localisé soit par son adresse soit par le numéro de sa parcelle.

#### Risques naturels
Bénesse-Maremne est exposée au risque de feu de forêt. Depuis le 20 avril 2016, les départements de la Gironde, des Landes et de Lot-et-Garonne disposent d’un règlement interdépartemental de protection de la forêt contre les incendies. Ce règlement vise à mieux prévenir les incendies de forêt, à faciliter les interventions des services et à limiter les conséquences, que ce soit par le débroussaillement, la limitation de l’apport du feu ou la réglementation des activités en forêt. Il définit en particulier cinq niveaux de vigilance croissants auxquels sont associés différentes mesures,.
Les mouvements de terrains susceptibles de se produire sur la commune sont des tassements différentiels.

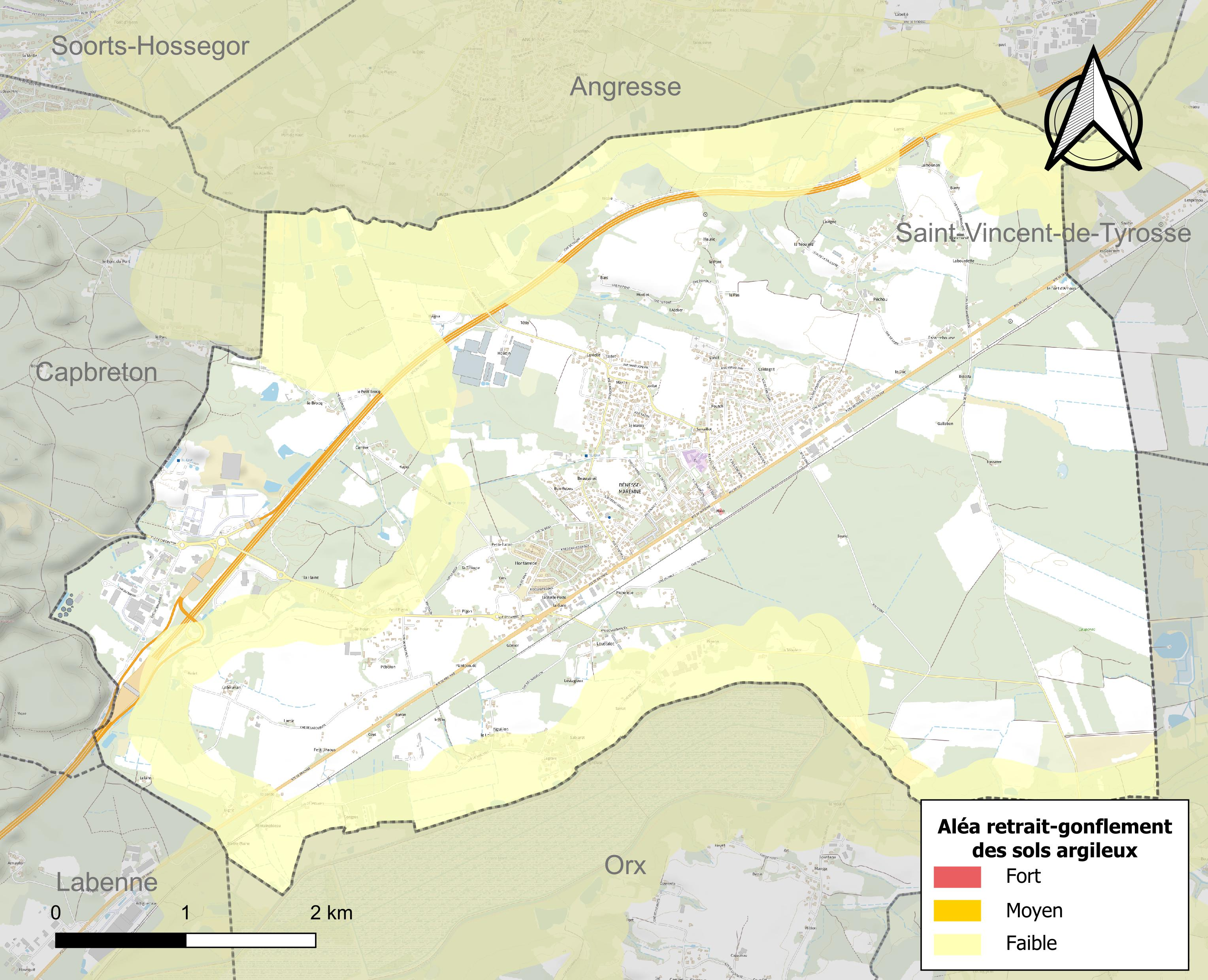
Carte des zones d'aléa retrait-gonflement des sols argileux de Bénesse-Maremne.

Le retrait-gonflement des sols argileux est susceptible d'engendrer des dommages importants aux bâtiments en cas d’alternance de périodes de sécheresse et de pluie. Aucune partie du territoire de la commune n'est en aléa moyen ou fort (19,2 % au niveau départemental et 48,5 % au niveau national). Sur les 1 249 bâtiments dénombrés sur la commune en 2019,  aucun n'est en aléa moyen ou fort, à comparer aux 17 % au niveau départemental et 54 % au niveau national. Une cartographie de l'exposition du territoire national au retrait gonflement des sols argileux est disponible sur le site du BRGM,.
La commune a été reconnue en état de catastrophe naturelle au titre des dommages causés par les inondations et coulées de boue survenues en 1988, 1999 et 2009 et par des mouvements de terrain en 1999

#### Risques technologiques
Le risque de transport de matières dangereuses sur la commune est lié à sa traversée par une ou des infrastructures routières ou ferroviaires importantes ou la présence d'une canalisation de transport d'hydrocarbures. Un accident se produisant sur de telles infrastructures est susceptible d’avoir des effets graves sur les biens, les personnes ou l'environnement, selon la nature du matériau transporté. Des dispositions d’urbanisme peuvent être préconisées en conséquence.

## Toponymie
Selon les règles connues de la phonétique Gasconne, il pourrait s'agir de l'évolution du gaulois *Vinditia, d'un nom de personne pris absolument, dérivé de vindos « blanc ».
Le déterminant Maremne vient quant à lui de la région naturelle dans laquelle se situe la commune, le Maremne.
Homonymie avec Bénesse-lès-Dax, autre commune des Landes.
Son nom occitan gascon est Venessa de Maremne ou Benessa de Maremne.

## Démographie
| 1793 | 1800 | 1806 | 1821 | 1831 | 1836 | 1841 | 1846 | 1851 |
| ---- | ---- | ---- | ---- | ---- | ---- | ---- | ---- | ---- |
| 342  | 413  | 464  | 560  | 667  | 650  | 703  | 713  | 778  |

| 1856 | 1861 | 1866  | 1872  | 1876  | 1881  | 1886  | 1891  | 1896  |
| ---- | ---- | ----- | ----- | ----- | ----- | ----- | ----- | ----- |
| 915  | 930  | 1 019 | 1 077 | 1 073 | 1 111 | 1 189 | 1 144 | 1 133 |

| 1901  | 1906  | 1911  | 1921  | 1926  | 1931  | 1936  | 1946 | 1954 |
| ----- | ----- | ----- | ----- | ----- | ----- | ----- | ---- | ---- |
| 1 153 | 1 203 | 1 175 | 1 113 | 1 070 | 1 073 | 1 045 | 937  | 930  |

| 1962 | 1968  | 1975  | 1982  | 1990  | 1999  | 2004  | 2006  | 2009  |
| ---- | ----- | ----- | ----- | ----- | ----- | ----- | ----- | ----- |
| 988  | 1 089 | 1 070 | 1 175 | 1 471 | 1 752 | 1 899 | 1 989 | 2 254 |

| 2014  | 2019  | 2022  | - | - | - | - | - | - |
| ----- | ----- | ----- | - | - | - | - | - | - |
| 2 750 | 3 683 | 3 733 | - | - | - | - | - | - |

## Économie
La commune, située à proximité de la station balnéaire de Capbreton et Hossegor, profite, bien que n'ayant pas d'accès direct à l'océan, du tourisme estival, en offrant des logements de vacances, un camping et un motel.
Une grande partie de l'économie repose également sur l'agriculture, en particulier la culture du maïs, comme dans de nombreuses communes du sud des Landes.

## Lieux et monuments
La commune de Bénesse-Maremne compte dans son patrimoine le Relais de Canton ainsi qu'un château. Il existe également un musée privé où des toiles sont exposées ainsi que la fameuse "Maison Napoléon".
En ce qui concerne les monuments, l'église Saint-Martin de Bénesse-Maremne n'a pas toujours occupé son emplacement actuel. En effet, c'est une toute jeune église qui a été rebâtie dans le bourg du village mais qui était autrefois placée près du cimetière.

## Associations
- Foyer Rural
- Association communale de chasse agréée
- Bruyères Bénessoises
- Basket Océan Côte Sud - Basket-ball
- Harmonie de Benesse Maremne "La Bénessoise "
- Rural Jungle
- Regain
- Sol y Luna
- Comité d'animation des quartiers Guillebert et Cantegrit
- Batterie Fanfare de Bénesse
- Bibliothèque municipale
- Chorale Cantebroy
- Association des paralysés de France
- Union Bénessoise des Anciens Combattants
- Amicale de pétanque
- Club de pelote basque
- Club de tennis
- XLMag Objectif Landes Photos reportages
- Gymnastique volontaire Bénesse Forme
- Bénesse Team Bad Club de Badmington
- Gymnastique volontaire seniors
- Yoga
- Les Baladins
- Les Rétro'Actifs

## Personnalités liées à la commune
- Eugène Lautier, maire de la commune de 1919 à 1925.
- José Pierre, artiste.